# Blood Soul
Blood Soul (ブラッドソウル?) è un manga scritto e disegnato da Naoyuki Fujisawa e pubblicato su Web Comic Gekkin nel 2010. Conta in totale sei capitoli.

## Trama
In un mondo in cui gli umani si sentono minacciati dai demoni, nasce la Chiesa di Van Helsing, che si occupa di ucciderli. Red è un vampiro che ha perso zanne e possiede il potere del sangue maledetto racchiuso nella sua spada. Assieme al compagno Ash salva Haruka da una squadra della chiesa: qualche tempo dopo affronta tre uomini-macchina e si salva solo grazie all'intervento di Claudia, un'ex membra del suo clan di vampiri. Dopo essersi ripreso un gruppo della chiesa trova ed attacca la sua base; nonostante sconfigga un forte membro Haruka viene rapita e per salvarla affronta e alla fine uccide Azure-Sama, capo della chiesa che in passato gli aveva strappato le zanne per impossessarsene.

## Personaggi
- Redlord Bradnias (?):un vampiro che possiede una spada succhia sangue e che può assumere un corpo adulto utilizzando il sangue sottratto ai nemici. In passato era un forte vampiro a capo di un temibile clan che pian piano stava per essere sterminato da Azure, un neofito della chiesa di Van Helsing: questi fu sconfitto da Red, ma successivamente riapparve molto più forte di prima, catturò il capo dei vampiri e dopo varie torture gli strappò le zanne per impossessarsi del suo potere di controllo sul sangue. Redlord fu salvato da Claudia, una sua sottoposta, assieme ad una sola delle sue zanne, che diventerà la spada succhia sangue che utilizza in combattimento.

- Ashley Wolfgang Rihita (?): compagno di Redlord, usa Delle pistole ed è agile nel combattere. È un licheni, una razza simile ai licantropi.

- Haruka (?): una giovane ragazza che viene salvata da Red e Ash. Li seguirà e pare sviluppare un certo feeling con Red, il quale, alla fine, le regalerà una delle sue zanne.

- Claudia (?): una vampira del clan di Red, che salva il ragazzo in più occasioni. Agisce nell'ombra come un ninja.

### Chiesa di Van Helsing
La Chiesa di Van Helsing è composta da esseri umani che si occupano di distruggere gli impuri o demoni. Quasi ogni membro è sottoposto a svariati esperimenti per unirlo alle macchine, in modo da regalargli forza e poteri sovrumani in grado da contrastare i demoni. 
- Azure-Sama (?): detto il "battezzatore di vampiri", è il capo della Chiesa di Van Helsing. Ha il corpo infettato dal sangue maledetto dei demoni; per liberarsi dalla maledizione sta cercando di ottenere la spada succhia sangue di Red. In passato fu quasi ucciso dal capo dei vampiri, ma sopravvisse e si sottopose a esperimenti con il sangue maledetto per trasformarsi e diventare più forte. Decimati i vampiri catturò e torturò Red, strappandogli infine una delle sue zanne che impianterà nel suo corpo. Alla fine riuscirà brevemente a diventare un vampiro, ma sarà presto ucciso da Red.

- Terza Unità del sacro fuoco: è la prima squadra della Chiesa affrontata da Red e Ash, nel primo capitolo. Essa è capitanata da Sai.

- Tre membri senza nome, fusi alle macchine, attaccano Red e Ash nel secondo/terzo capitolo, riuscendo quasi ad uccidere il primo. Sarà Claudia a intervenire, uccidendoli.

- Nome sconosciuto: durante l'attacco della Chiesa alla base di Red, questo membro utilizza il potere del sangue maledetto; tuttavia esso alla fine prende il sopravvento, facendolo impazzire ed infine morire.